# Горица (Славутский район)
Горица (укр. Гориця) — село в Славутском районе Хмельницкой области Украины.
Население по переписи 2001 года составляло 692 человек. Почтовый индекс — 30084. Телефонный код — 3842. Занимает площадь 2,48 км². Код КОАТУУ — 6823982201.

## Местный совет
30084, Хмельницкая обл., Славутский р-н, с. Горица